# VfR Hansa Elbing
Der VfR Hansa Elbing war ein deutscher Sportverein aus der ostpreußischen Stadt Elbing (heute Elbląg). Der Verein spielte jeweils zwei Spielzeiten in der Gauliga Ostpreußen und in der Gauliga Danzig-Westpreußen.

## Geschichte
Der Verein wurde im Jahr 1910 als SC Hansa 1910 Elbing gegründet und spielte im Ligensystem des Baltischen Rasen- und Wintersport-Verbandes (BRWV). 1912 erfolgte die Umbenennung in VfR Hansa Elbing, Spielstätte war der städtische Jahnsportplatz, der 8000 Zuschauern Platz bot. 1913/14 konnte erstmals die Bezirksliga Elbing gewonnen werden, in der anschließenden Endrunde des Endrunde Kreises II Danzig/Westpreußen scheiterte der Verein jedoch deutlich am SV Marienwerder mit 1:14. Ab den 1920er spielte Hansa Elbing in der Bezirksliga Ostpreußen West innerhalb des Kreises I Ostpreußen, konnte sich jedoch gegen die Lokalkonkurrenten SV Viktoria Elbing und Elbinger SV nicht durchsetzen. Nach der Einführung der obersten Ostpreußenliga zur Spielzeit 1926/27, für die sich kein Elbinger Verein qualifizieren konnte, spielte Hansa Elbing weiter in der, nun zweitklassigen, Bezirksliga Ostpreußen West.  Durch den ersten Tabellenplatz 1927/28 gelang dem Verein die Qualifikation für die zur kommenden Spielzeit neu eingeführte zweitklassige Staffelliga West. 1929/30 erfolgte eine erneute Umstrukturierung des Ligasystems, die Elbinger Vereine wechselten in den neu erschafften Kreis III Westpreußen des Bezirkes II Grenzmark. Verbunden mit dieser Umstrukturierung war der automatische Aufstieg in die Erstklassigkeit. 1929/30 erreichte Hansa Elbing den zweiten Tabellenplatz im Kreis Westpreußen.
Mit Machtübernahme der Nationalsozialisten 1933 wurden die Fußballverbände aufgelöst und durch Sportgaue ersetzt. Nur der beste Vereine aus der Kreisliga Westpreußen qualifizierte sich für die erstklassige Gauliga Ostpreußens. Durch den dritten Tabellenplatz spielte Hansa Elbing fortan in der zweitklassigen Bezirksklasse IV Danzig-Marienwerder. Zur Spielzeit 1936/37 erfolgte der Aufstieg in die Gauliga, in der der Verein im Bezirk Danzig den siebten und letzten Platz belegte, in der Spielklasse allerdings – aufgrund des Aufstieges und anstelle der Zweiten Mannschaft – verbleiben durfte. Bedingt durch die Verkleinerung der Gauliga von 28 auf zehn Mannschaften nach der Spielzeit 1937/38 musste Elbing wieder in die Zweitklassigkeit absteigen. 1939/40 bildete der Verein mit Viktoria Elbing und dem Elbinger SV 05 eine Kriegsspielgemeinschaft, die ebenfalls in der Gauliga Ostpreußen aktiv war. Wegen des starken Winters wurde die Saison allerdings vorzeitig beendet und nach einer Spielzeit die Spielgemeinschaft aufgelöst. Im Jahr 1940 wurden die Mannschaften aus Westpreußen und Danzig der neu geschaffenen Gauliga Danzig-Westpreußen zugeordnet, so auch der VfR Hansa Elbing. In der Premierensaison belegte der Verein hinter Preußen Danzig den zweiten Tabellenplatz. In der Folgespielzeit stieg er als Letzter hinter dem Elbinger SV 05 ab, ein Aufstieg in die Erstklassigkeit gelang dem Verein nicht mehr.
Nach dem Zweiten Weltkrieg wurde das zum Deutschen Reich gehörende Elbing unter polnische Verwaltung gestellt. Der VfR Hansa Elbing wurde – wie alle übrigen deutschen Vereine und Einrichtungen – zwangsaufgelöst.

## Erfolge
- Teilnahme an der Gauliga Ostpreußen: 1936/37, 1937/38, 1939/40 (als Kriegsspielgemeinschaft)
- Teilnahme an der Gauliga Danzig-Westpreußen: 1940/41, 1941/42